# Logan (Nou Mèxic)
Logan és una població dels Estats Units a l'estat de Nou Mèxic. Segons el cens del 2000 tenia 1.094 habitants.

## Demografia
Segons el cens del 2000, Logan tenia 1.094 habitants, 485 habitatges, i 342 famílies. La densitat de població era de 53,1 habitants per km².
Dels 485 habitatges en un 23,5% hi vivien nens de menys de 18 anys, en un 60% hi vivien parelles casades, en un 8% dones solteres, i en un 29,3% no eren unitats familiars. En el 27,8% dels habitatges hi vivien persones soles el 15,7% de les quals corresponia a persones de 65 anys o més que vivien soles. El nombre mitjà de persones vivint en cada habitatge era de 2,26 i el nombre mitjà de persones que vivien en cada família era de 2,71.
Per edats la població es repartia de la següent manera: un 21,2% tenia menys de 18 anys, un 4,8% entre 18 i 24, un 19,7% entre 25 i 44, un 27,1% de 45 a 60 i un 27,1% 65 anys o més.
L'edat mediana era de 48 anys. Per cada 100 dones de 18 o més anys hi havia 96,4 homes.
La renda mediana per habitatge era de 24.871 $ i la renda mediana per família de 31.528 $. Els homes tenien una renda mediana de 28.125 $ mentre que les dones 16.393 $. La renda per capita de la població era de 13.069 $. Aproximadament el 7,1% de les famílies i l'11,1% de la població estaven per davall del llindar de pobresa.

## Poblacions més properes
El següent diagrama mostra les poblacions més properes.